# Stojan Vidaković
Stojan Vidaković, slovenski jadralec, * 30. november 1967, Maribor.
Vidaković je za Slovenijo nastopil na Poletnih olimpijskih igrah 1992 v Barceloni, kjer je v jadranju osvojil 11. mesto. 